# 国民政府外交部旧址 (重庆)
重慶高中舊址（巴縣議會左樓、重慶國民政府外交部舊址）位於重慶市渝中區朝天门街道解放东路徵收局巷6號（人民公園3號）。
該處建築並不是國民黨左派四川省黨部，國民黨左派四川省黨部直至被搗毀之前均位於蓮花池。其前所核定的名稱有誤。

## 历史
建築為中西混合式磚木結構，一樓一底，樓上存迴廊。高約13.5米，面闊19.4米，進深20.5米，占地面積307平方米，建築面積約600平方米。此校原是巴縣議會的左樓。1929年，創辦重慶高中，校址設在此樓。校長劉湘，副校長梁靖超。
1937年，國民政府移駐後，此樓成为常設的外交部辦公地址，1996年相關單位對該址進行過一次落架大修，2009年鑒於全國第三次文物普查的復查結論，更名為重慶國民政府外交部舊址。現仍為渝中區文物管理所使用。
1987年1月23日列為重慶市第二批市級文物保護單位初定名單。1992年3月19日列為重慶市第二批市級文物保護單位。2000年9月7日列為第一批重慶市文物保護單位。2013年3月5日公佈為第七批全國重點文物保護單位。